# Gyroscoop (Jos Kokke)
Gyroscoop is een artistiek kunstwerk in Amsterdam-Oost. 
Het werk gebaseerd op een gyroscoop werd geplaatst in 1995 boven op het kantoor van stadsdeel Zeeburg. De kunstenaar is Jos Kokke, die zich liet inspireren door de werkzaamheden die een eeuw lang plaatsvonden in de Entrepothaven, schepen voeren aan en af. Het gyroscopisch principe wordt in de scheepvaart toegepast in het zogenaamde gyrokompas. Het beeld werd in de volksmond al snel omgedoopt tot De tol. Het bestaat uit twee in elkaar gedraaide conische kegels met daaromheen twee ringen.
In 2001 werd het “beeld” gerenoveerd door Libertel/Vodafone in verband met de plaatsing van een nieuwe communicatiemast.

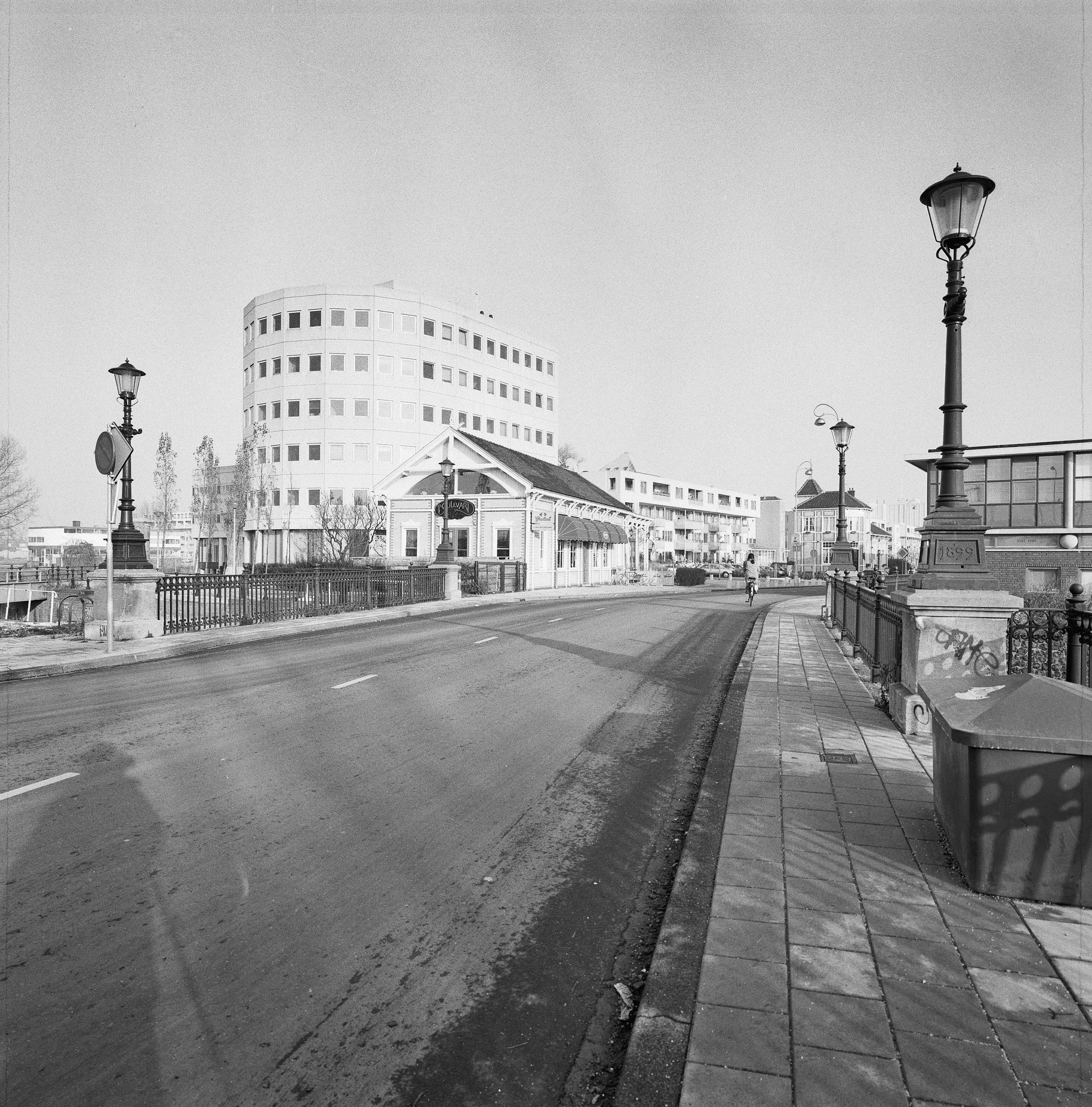
Het gebouw in 1993 zonder Gyroscoop